# ألبرت ألفرد جونسون
ألبرت ألفرد جونسون (بالإنجليزية: Ebenezer Alfred Johnson)‏ هو باحث في تاريخ العصور الكلاسيكية ومترجم أمريكي، ولد في 18 أغسطس 1813، وتوفي في 18 يوليو 1891.